# Hypotrigona gribodoi
Hypotrigona gribodoi là một loài Hymenoptera trong họ Apidae. Loài này được Magretti mô tả khoa học năm 1884.